# Pompa perystaltyczna

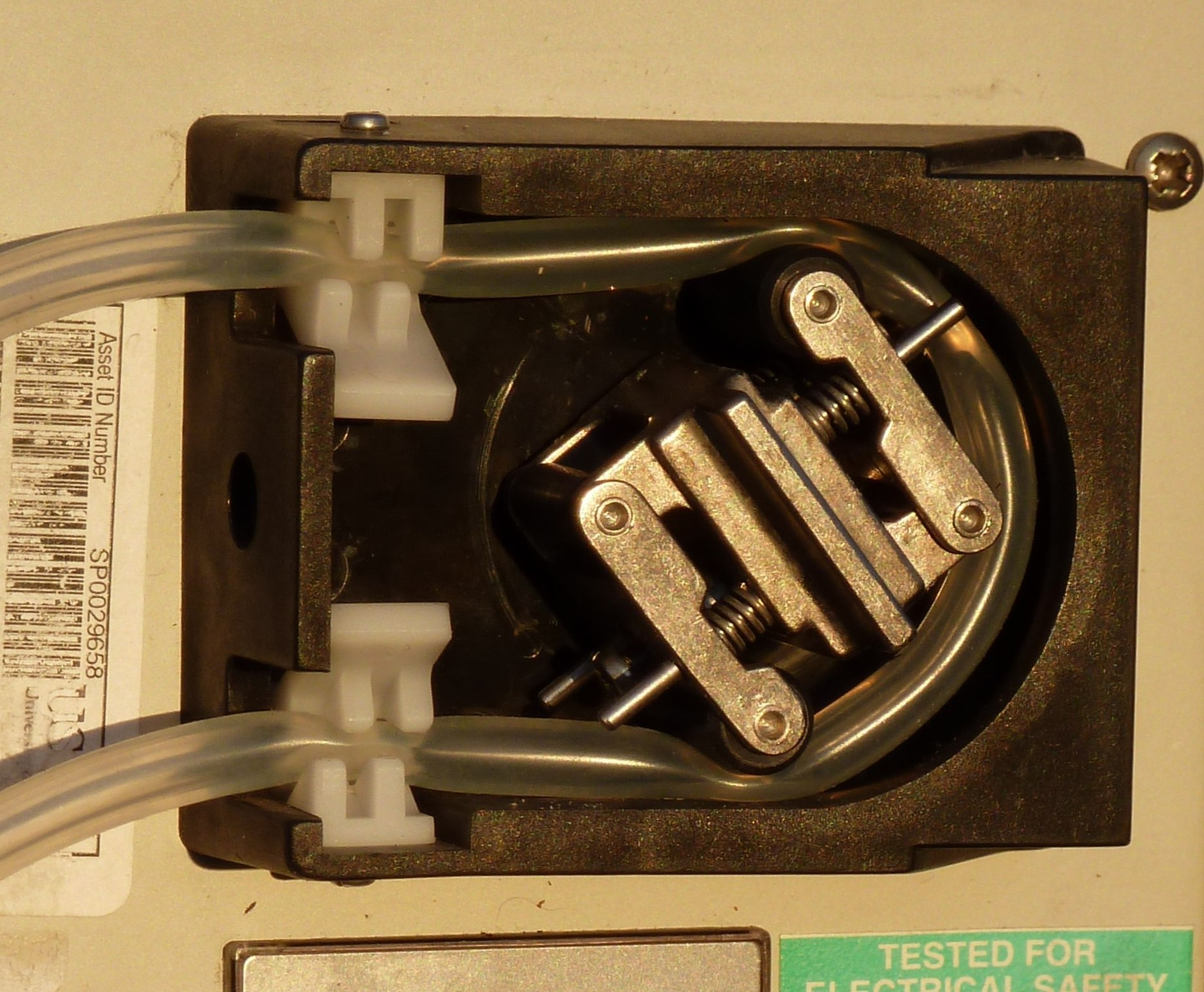
Pompa perystaltyczna z dwiema rolkami

Pompa perystaltyczna w ruchu

Pompa perystaltyczna, pompa rolkowa, pompa przewodowa, pompa wężowa – typ pompy wyporowej o specjalnej konstrukcji.
W pompie perystaltycznej ciecz przepychana jest przez elastyczny przewód za pomocą karbowanego paska, karbowanego wałka, toczących się rolek lub wirnika z krzywkami przesuwającego się po przewodzie. Przy wirniku z krzywkami stosuje się płyn smarujący zmniejszający tarcie i ułatwiający odprowadzanie ciepła na korpus pompy. Przewód roboczy musi mieć elastyczne ścianki, aby nacisk rolek lub krzywek wirnika umożliwiał zamknięcie lub przynajmniej istotne zmniejszenie jego powierzchni przekroju.
Pompy perystaltyczne charakteryzują się pełną szczelnością. Przepompowywana ciecz nie styka się też z elementami pompy. Ze względu na te cechy pompy te zwykle stosowane są w sprzęcie medycznym do pompowania cieczy sterylnych – na przykład płynów infuzyjnych – lub przetłaczania krwi w urządzeniach do dializy oraz w płucosercu jako pompa w operacjach na otwartym sercu. Używa się ich również do pompowania cieczy agresywnych lub zanieczyszczonych, które mogłyby doprowadzić do zniszczenia uszczelek i elementów mechanicznych mających kontakt z tego rodzaju cieczą.
Zastosowanie pompy perystaltycznej pozwala na wyeliminowanie dodatkowych połączeń przewodów oraz ograniczenie do minimum objętości martwej między przepompowywanymi zbiornikami cieczy – do przetłaczania można użyć tylko jednego przewodu, którego odcinki pełnią rolę doprowadzeń oraz stanowią roboczy odcinek pompy.
Do wad takiej pompy należy stosunkowo niewielki czas między wymianami przewodu roboczego, mimo stosowania specjalnych materiałów. Zaletami są: łatwe i dokładne oczyszczanie jej wnętrza (przepompowaniem środka płuczącego), brak podatności na uszkodzenia w trakcie pracy na sucho, samoczynne zasysanie czynnika z położonego niżej zbiornika bez zalewania pompy, pompowanie cieczy o znacznej lepkości i z pewną zawartością ciał stałych bez naruszenia ich struktury (na przykład roztopionej czekolady z orzechami) oraz prawie niezmienna objętość cieczy przepompowywanej jednym obrotem wirnika (co jest ważne przy jej dozowaniu).